# Urgonien

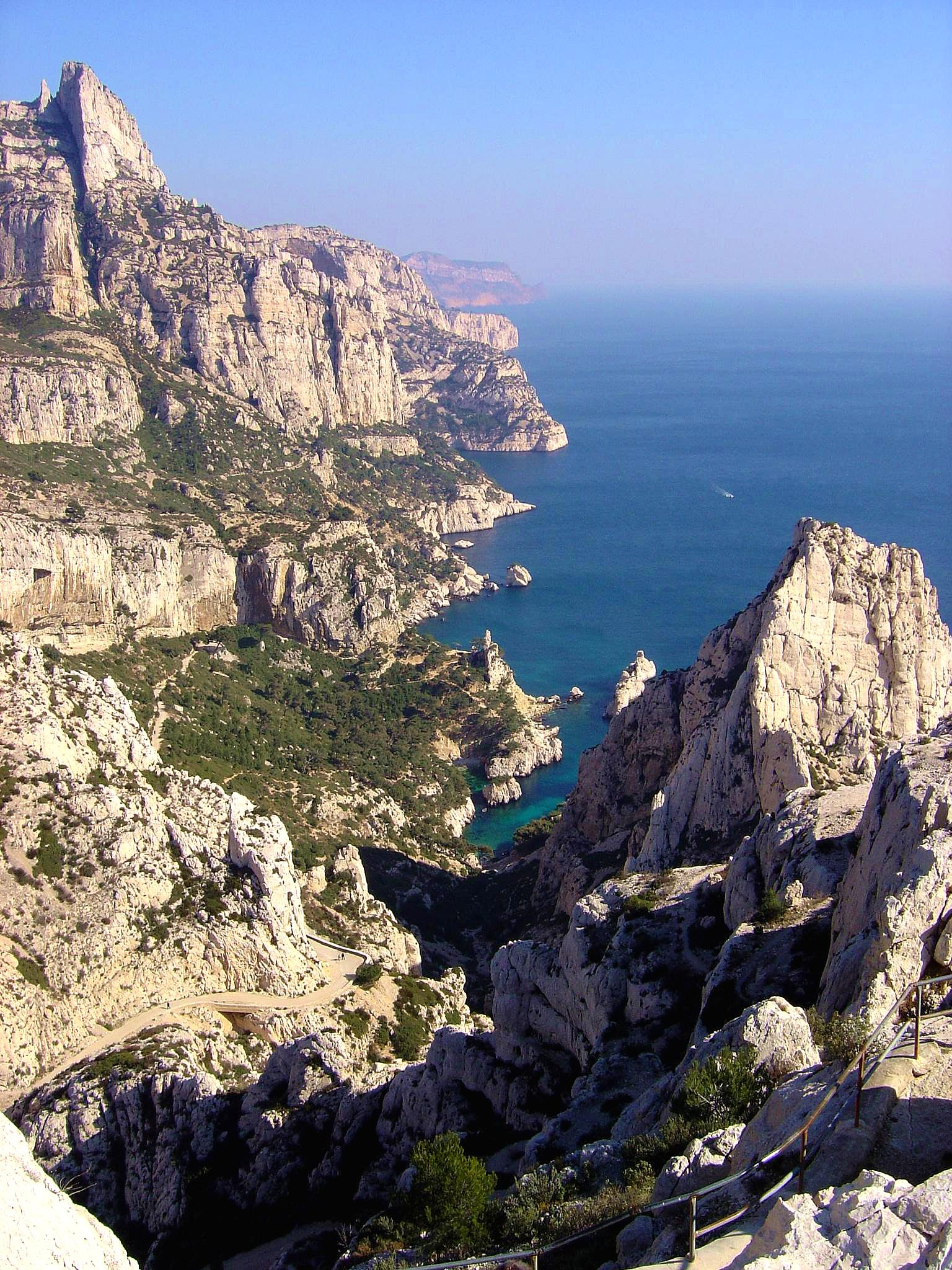
Urgonischer Kalkstein oberhalb der Calanque de Sugiton (oben links: die Grande Candelle, im Hintergrund die Klippen von Cassis)

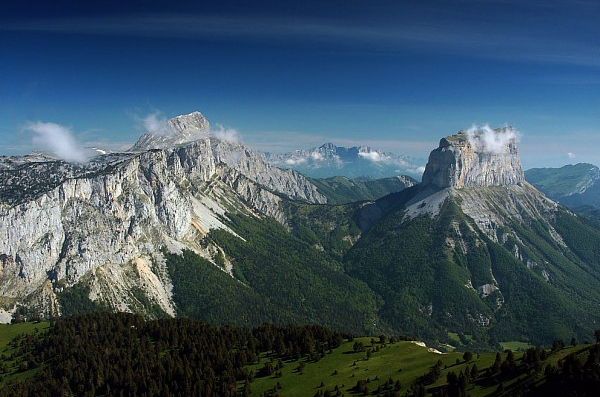
Urgonischen Felsen von Grand Veymont und von Mont Aiguille (aus südlicher Blickrichtung)

Der urgonische Kalkstein ist ein kreidezeitlicher Kalkstein, der reichlich im französischen Voralpengebirge (Vercors, Chartreuse-Massiv und Bauges) und im Südosten von Frankreich vorkommt. Er zeichnet sich durch eine sehr klare, häufige weiße Färbung und seine Reinheit an Kalziumkarbonat aus. Wegen seiner Festigkeit und seiner weißen Farbe wird er sehr häufig als Baumaterial verwendet.
Sein Name leitet sich von der Gemeinde Orgon (Département Bouches-du-Rhône) ab, wo der Stein abgebaut wurde bzw. immer noch vom Unternehmen Omya abgebaut wird.

## Herkunft und Entstehung
Die Fazies des Gesteins lässt sich auf die Art der Entstehung zurückführen: Es wurde durch die Ablagerung von Barriereriff auf dem Boden eines flachen Meeres und durch tropisches Klima gebildet. Tote Tiere (Rudisten und Orbitolinen) und Algen lagerten sich vor 115 Millionen Jahren in diesem Ozean ab und bildeten das „urgonische“ Kalksteinriff.
Als Folge der Verdichtung und Hebung der Pyrenäen und Alpen zog sich das Meer zurück. Nach tektonischen Aktivitäten und dem Absenken des Meeresspiegels befand sich dieser Kalkstein in den Bergmassiven und wurde anschließend durch Verwitterung freigelegt.

## Vorkommen
Der urgonische Kalkstein kommt auf einem großen Teil des französischen Südostbeckens zum Vorschein und bildet den Untergrund zahlreicher Massive:
- Massiv von Vercors
- Nordöstliche Alpilles (Gemeinde von Orgon)
- Calanques-Massive
- Mont Ventoux
- Pierre de Cassis
- Gorges du Gardon